# Deanna Needell
Deanna Needell é uma matemática estadunidense, professora da Universidade da Califórnia em Los Angeles. É autora de The Needell in the Haystack, uma coluna publicada no Girls' Angle Bulletin.

## Formação
Deanna Needell obteve um PhD em matemática na Universidade da Califórnia em Davis em 2009, com a tese Topics in Compressed Sensing, orientada por Roman Vershynin.

## Prêmios e honrarias
Rachel Ward e Deanna Needell receberam o Prêmio IMA de Matemática e Aplicações de 2016. O prêmio reconhece o trabalho teórico delas relacionado com o sensoriamento médico e imagem por ressonância magnética (MRI).